# Ondřej Tikovský
Ondřej Tikovský (*1977, Hradec Králové) je český historik, bývalý kancléř Univerzity Hradec Králové a ředitel Parlamentní knihovny a Archivu Poslanecké sněmovny Parlamentu České republiky.

## Životopis
Ondřej Tikovský se narodil roku 1977 v Hradci Králové. Vystudoval Pedagogickou fakultu UHK, obor učitelství anglického jazyka a dějepisu. Od roku 2004 do roku 2016 působil na Univerzitě Hradec Králové jako kancléř. Z univerzitního prostředí přešel v roce 2016 do Parlamentní knihovny a Archivu Poslanecké sněmovny, kde se stal ředitelem. Současně také působí na Historickém ústavu FF UHK jako odborný asistent.

## Dílo
Ondřej Tikovský publikuje často v periodiku Východočeské listy historické. Zaměřuje se na raný novověk, regionální dějiny východních Čech, šlechtu a hospodářské dějiny. Zároveň se zaměřuje na prezentaci kulturního dědictví a památek.
- Ondřej Tikovský, S údělem prosebníka: restituční úsilí šlechty českého severovýchodu potrestané pobělohorskými konfiskacemi, 2016[7]
- Jaroslav ŠŮLA, Ondřej Tikovský, Ve městě a na zámku, 2020[8]